# こど〜MO!
『こど～MO!』は、TOKYO MXで、2015年10月4日から始まった朝の情報番組 / 子供番組 / バラエティー番組。

## 概要
「こどもが発信するこども向け番組！」と題して放送するこどもが発信する幼児向け早朝番組
制作著作はセントラル。そのため、出演者のほとんどがセントラル所属タレントで構成される。
当初は毎週放送していたが、2017年4月からは隔週放送になると同時に番組名が「こど～MO!」から「こど～MO!!」に変わった。

## 主なコーナー
- ミッションインクワバラ
- 朝のこど～MO!劇場
- 今日のドッキリ
- 前ノリ
- 少年少女探偵団
- ハッスル！ウンチくん
- ハイハイよちよちレース
- グルメの旅
- さすらいのはるよし
- あさの赤ちゃん劇場
- ムキムキ体操
- IKURA.COM
- こど～MO!!マジックシアター

## 放送時間
いずれも日本標準時
- 日曜 7:15 - 7:30（15分）2015年10月4日 - 2016年9月25日
- 隔週日曜 7:15 - 7:30（15分）2016年10月2日 - 現在

## 出演者

### レギュラー
- セントラル所属の子役タレント
- かみ～や（神谷岳志：ケーアールケープロデュース）

## スタッフ
- 制作：ケーアールケープロデュース
- 制作著作：セントラル